# Le Collectionneur de cadavres
Pour plus de détails, voir Fiche technique et Distribution.
Le Collectionneur de cadavres (El coleccionista de cadáveres) est un film d'horreur espagnol réalisé par Santos Alcover, sorti en 1970.

## Synopsis
Charles Badulescu est un sculpteur aveugle, qui réalise ses sculptures à partir de squelettes humains. A son insu, son épouse Tania tue des gens pour lui fournir du matériau. Mais elle projette de tuer Charles lui-même.

## Fiche technique
- Titre original : El coleccionista de cadáveres
- Titre américain : Blind Man's Bluff
- Titre britannique : Cauldron of Blood[1]
- Réalisateur : Santos Alcover, crédité sous le nom d'Edward Mann
- Scénario : José Luis Bayonas, Edward Mann et John Melson
- Photographie : Francisco Sempere
- Musique : Ray Ellis et José Luis Navarri
- Montage : José Antonio Rojo
- Décors : Gil Parrondo
- Son : Peter Parasheles, Alberto Escobedo et Luis Castro
- Production : Robert D. Weinbach
- Pays d'origine :  Espagne
- Format : Eastmancolor
- Durée : 97 minutes
- Genre : Film d'horreur

## Distribution
- Jean-Pierre Aumont : Claude Marchand
- Boris Karloff : Charles Badulescu
- Viveca Lindfors : Tania Badulescu
- Rosenda Monteros : Valerie
- Milo Quesada : Shanghai
- Dyanik Zurakowska : Elga
- Rubén Rojo (en) : Pablo
- Jacqui Speed : Pilar
- Mercedes Rojo : la reine des gitans
- Mary Lou Palermo : l'hôtesse
- Manuel de Blas : Lenny
- Eduardo Coutelenq : Domingo
- Al Pereira : le chef du club